# Simfonia núm. 7 (Schubert)

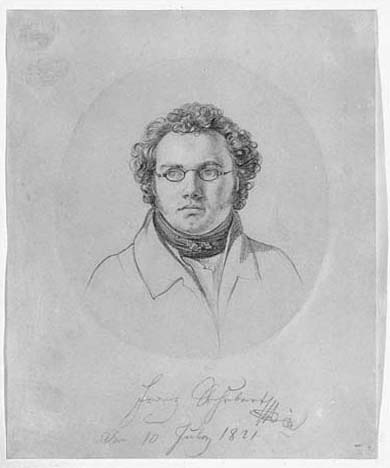
Schubert el 1821, un dibuix de Leopold Kupelwieser.

La Simfonia núm. 7, D 729, en mi major, és una simfonia de Franz Schubert composta l'agost de 1821. Tot i que l'obra (d'aproximadament 1350 compassos) està completa des del punt de vista estructural, Schubert només orquestrà la introducció i els primers 110 compassos del primer moviment. La resta de l'obra continua al llarg de pàgines amb un partitura de 14 pentagrames, amb la línia melòdica i alguns contrapunts i baixos ocasionals, que donen pistes dels canvis en la textura orquestral.
Sembla que Schubert va deixar de banda la composició d'aquesta simfonia per escriure l'òpera Alfonso und Estrella, però ja no va tornar a treballar en ella. El seu germà Ferdinand va donar el manuscrit a Felix Mendelssohn i després fou adquirit per Sir George Grove, qui el va llegar a la Royal College of Music de Londres.
Existeixen com a mínim tres intents de concloure la simfonia: el de John Francis Barnett (1881), el de Felix Weingartner (1934) i el de Brian Newbould (1980). L'obra és acceptada, en general, com la Setena simfonia de Schubert, tot i que alguns experts havien preferit deixar-la la denominació per la quimèrica 'Simfonia Gastein' que es creia que s'havia escrit i perdut el 1824.

## Instrumentació
Aquesta simfonia és indicada per a un conjunt orquestral fins i tot més gran que el de la vuitena i novena simfonies de Schubert. La configuració demana un grup de parelles d'instruments de vent de fusta, quatre trompes, dos trumpets, tres trombons, timbales i corda.

## Moviments
- Schubert/Weingartner Simfonia núm.7 en mi major[4]

1. Adagio ma non troppo — Allegro
2. Andante
3. Scherzo: Allegro deciso
4. Allegro vivace

- Schubert/Newbould Simfonia núm.7 en mi major

1. Adagio — Allegro
2. Andante
3. Scherzo: Allegro
4. Allegro giusto

(La veritable indicació és ffz més que fz, però no està disponible a LilyPond per implementar a la Viquipèdia.)
Gairebé tots els moviments en forma de sonata, no hi ha cap transició explícita entre les seccions de l'Allegro. Els moviments inicial i final, la presentació del primer tema s'elimina en la recapitulació.